# Død Kalm
«Død Kalm» es el decimonoveno episodio de la segunda temporada de la serie de televisión estadounidense de ciencia ficción The X-Files. Se estrenó en la cadena Fox el 10 de marzo de 1995. La historia fue escrita por Howard Gordon, el guion fue escrito por Gordon y Alex Gansa, y el episodio fue dirigido por Rob Bowman. El episodio es una historia del «monstruo de la semana», desconectada de la mitología más amplia de la serie. «Død Kalm» obtuvo una calificación Nielsen de 10,7, siendo visto por 10,2 millones de hogares en su transmisión inicial. El episodio recibió críticas en su mayoría mixtas a positivas.
El programa se centra en los agentes especiales del FBI Fox Mulder (David Duchovny) y Dana Scully (Gillian Anderson) que trabajan en casos relacionados con lo paranormal, llamados expedientes X. En el episodio, se llama a Mulder y Scully cuando se encuentra un bote lleno de sobrevivientes de la escolta de un destructor de la Marina de los Estados Unidos. Lo que llama especialmente la atención del agente Mulder es que todos estos marineros parecen haber envejecido muchas décadas en el transcurso de unos pocos días. Mulder y Scully viajan a Noruega, donde encuentran a un pescador civil que está dispuesto a llevarlos a la última posición conocida del barco.
«Død Kalm» se escribió para hacer uso del acceso del programa a un destructor de la marina que había aparecido anteriormente en «Colony» y «End Game». El episodio fue originalmente pensado como una forma de darle un descanso al equipo de producción después de que se filmaron varios episodios exigentes, pero el episodio se convirtió en uno de los más difíciles de filmar durante la segunda temporada. El título del episodio evoca el de la película de suspenso Dead Calm en una forma de inspiración noruega, uniendo el noruego død (muerto) con una reconocible palabra «calm» pero reescrita al estilo noruego.

## Argumento
En el mar de Noruega, el caos estalla a bordo del USS Ardent, un escolta de un destructor estadounidense. Debido a eventos misteriosos pero no especificados, la mitad de los tripulantes del Ardent abordan botes salvavidas y abandonan el barco en contra de las órdenes del capitán. Dieciocho horas más tarde son descubiertos por un barco pesquero canadiense; sin embargo, en ese corto espacio de tiempo, los jóvenes tripulantes experimentaron envejecimiento rápido.
Dana Scully (Gillian Anderson) y Fox Mulder (David Duchovny) visitan al único miembro de la tripulación superviviente del barco, el teniente Harper, que fue puesto en cuarentena en el Hospital Naval Bethesda. Scully descubre que Harper, a pesar de tener veintitantos años, envejeció hasta el punto de ser irreconocible. Mulder explica que el Ardent desapareció en el paralelo 65, un lugar con un historial de desapariciones de barcos. Mulder cree que existe una «arruga en el tiempo» allí, y que el Ardent fue objeto de experimentación gubernamental relacionada con el experimento Filadelfia de la Segunda Guerra Mundial.
En Noruega, Mulder y Scully consiguen que Henry Trondheim (John Savage), capitán de un arrastrero naval, los lleve al último lugar conocido del Ardent. Después de chocar contra la proa del Ardent, Mulder, Scully y Trondheim encuentran signos de corrosión avanzada, a pesar de que el Ardent tiene solo unos pocos años. Debajo de las cubiertas, el grupo encuentra los restos momificados de varios miembros de la tripulación. También encuentran al comandante del Ardent, Capitán Barclay, que afirma que el tiempo se perdió después de que su barco encontró una «luz brillante» en el océano. El bote de Trondheim es robado y su primer oficial es asesinado.
Posteriormente, Trondheim es atacado por un pirata noruego llamado Olafsson, que no ha envejecido a pesar de haber estado en el barco durante los últimos dos días. Mulder, Scully y Trondheim finalmente comienzan a envejecer de forma no natural. Scully desarrolla una teoría de que el Ardent navegó cerca de un objeto metálico debajo del océano, y que provocó que los radicales libres oxiden rápidamente sus cuerpos y los envejezcan. Cuando Mulder nota que la tubería de aguas residuales del barco es la única que no está corroída, los agentes se dan cuenta de que algo del océano contaminó el agua potable del Ardent y provocó el envejecimiento; Los hombres de Olafsson no se vieron afectados por el consumo de agua reciclada del sistema de alcantarillado. Desesperado por sobrevivir, Trondheim mata a Olafsson después de que revela el secreto, y se dispone a quedarse con el agua.
Scully aprende de los análisis de sangre, que el agua contaminada causa un daño celular rápido y aumenta drásticamente el cloruro de sodio en el cuerpo. Ella trata de racionar el agua potable entre los tres, pero descubre que Trondheim intenta acumular lo poco que queda. Trondheim bloquea a Scully fuera de las alcantarillas, obligándola a usar suministros minúsculos para mantener vivo a Mulder. La corrosión finalmente se come a través del casco del barco, inundando la bodega y ahogándose Trondheim, que no puede abrir la escotilla. Los agentes pierden la conciencia poco antes de que los rescatistas de la Armada lleguen a su barco anterior. Scully acude al hospital, donde le dicen que sus observaciones escritas sobre el caso ayudaron a los médicos navales a revertir su envejecimiento y salvar a Mulder de una muerte casi segura. Scully dice que quiere regresar al Ardent para investigar más, pero el médico le dice que el barco se hundió poco después de su rescate debido a la inundación.

## Producción

### Escritura
Antes de que se produjera este episodio, las Fuerzas Armadas Canadienses habían otorgado permiso para que el programa utilizara el HMCS  Mackenzie (un destructor fuera de servicio) para la producción de «Colony» y «End Game». El creador de la serie, Chris Carter, deseando aprovechar al máximo esta rara oportunidad, le pidió a Howard Gordon que escribiera otro episodio que también podría filmarse en el barco. En el libro The Unofficial X-Files Companion, N.E. Genge señala que algunos aspectos del episodio tienen semejanzas sorprendentes con el experimento Filadelfia, el experimento militar naval apócrifo que vive como una leyenda urbana.

### Rodaje

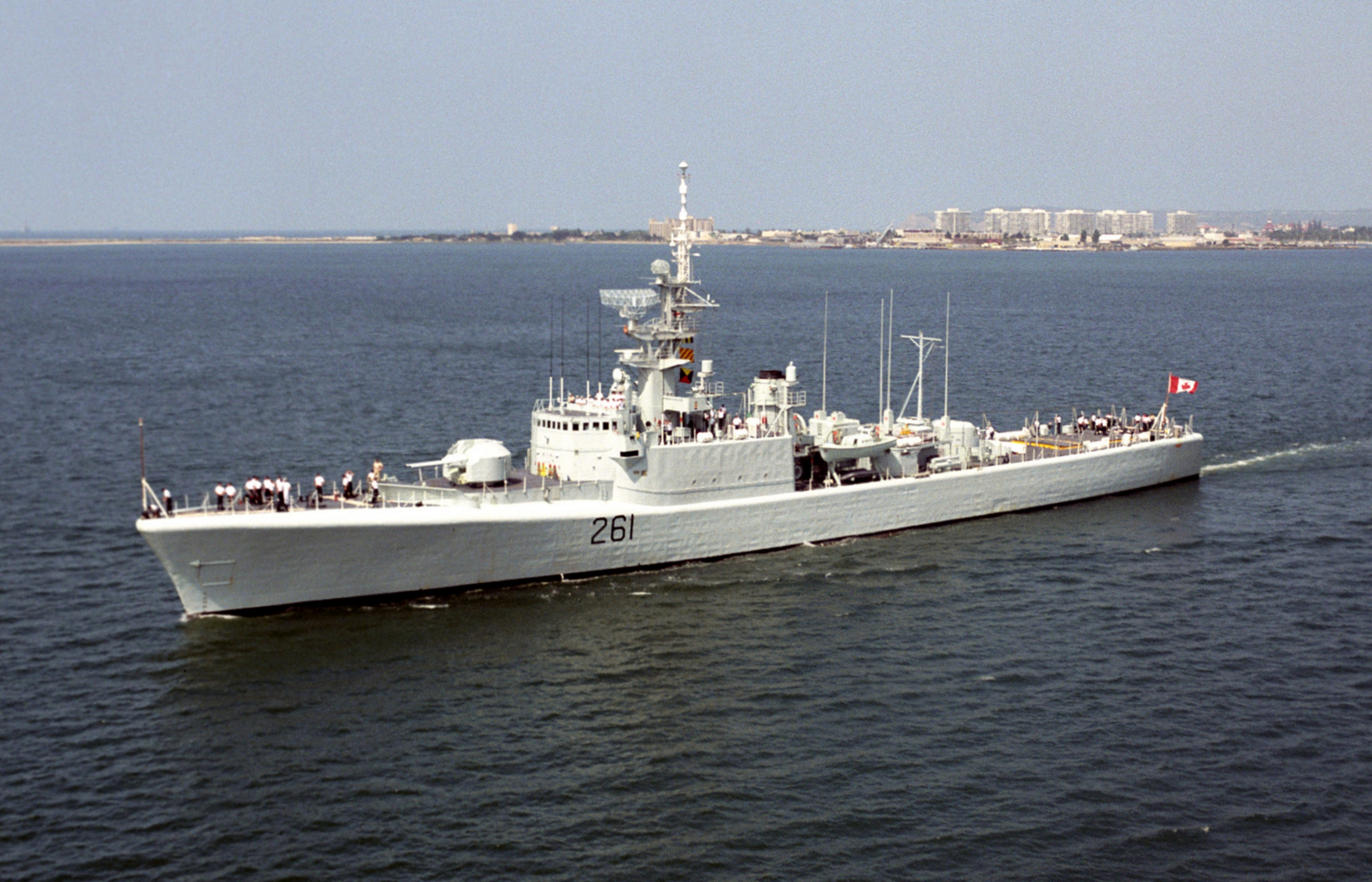
El HMCS Mackenzie sirvió como el USS Ardent

Inicialmente se creía que al usar el mismo set para tres episodios, el equipo de producción tendría un descanso; antes de que se terminara el guion de «Død Kalm», Carter incluso expresó su creencia de que el episodio proporcionaría a todos un «gran descanso». Desafortunadamente, cuando el equipo comenzó a usar el barco, surgieron varios problemas. Por un lado, la temperatura bajó sustancialmente, lo que hizo que todo el proceso de filmación fuera incómodo tanto para el elenco como para el equipo. Los espacios reducidos del barco también significaron que la producción fue relativamente limitada. Finalmente, el maquillaje que se aplicó a Duchovny y Anderson tomó horas todos los días, lo que resultó en retrasos considerables. El director Rob Bowman luego llamó a «Død Kalm»" el «episodio del infierno» debido a estos problemas.
El equipo de producción del programa filmó la mayoría de las escenas interiores y exteriores del episodio en el Mackenzie. El barco fue repintado de «marrón óxido» para parecerse más a un barco abandonado, una técnica a la que Graeme Murray se refirió como «pintura envejecida». El Mackenzie había estado amarrado en Nueva Westminster, pero para evitar la contaminación lumínica del área metropolitana de Vancouver durante las tomas exteriores, el barco se trasladó a una ubicación más remota en el Estrecho de Georgia, un movimiento que le costó al programa alrededor de $ 10,000. Poco después de terminar la producción de «Død Kalm», el Mackenzie fue hundido y ahora sirve como arrecife artificial frente al Estrecho.
Para facilitar la filmación, los productores buscaron un plató que pudieran usar como bar y como hospital, una tarea que inicialmente los buscadores de locaciones del programa creyeron «imposible». Finalmente, se seleccionó el Jericho Sailing Club en Vancouver. Cuando se completó el set, el elenco y el equipo de «Død Kalm» afirmaron que lo encontraron «increíble». Duchovny estaba particularmente complacido porque estaba a poca distancia de donde vivía en ese momento. Posteriormente, los productores decidieron buscar posibles locaciones más cercanas a donde vivían las principales estrellas para facilitar futuras filmaciones.

## Recepción
«Død Kalm» se estrenó en la cadena Fox el 10 de marzo de 1995. Este episodio obtuvo una calificación Nielsen de 10,7, con una participación de 18, lo que significa que aproximadamente el 10,7 por ciento de todos los hogares equipados con televisión y el 18 por ciento de los hogares que miraban televisión estaban sintonizados en el episodio. Fue visto por 10,2 millones de hogares.
«Død Kalm» recibió críticas en su mayoría mixtas a moderadamente positivas. Entertainment Weekly le dio a «Død Kalm» una B, y señaló que «a pesar del maquillaje torpe, el aislamiento vale la pena nuevamente, y Mulder y Scully prueban un poco de ternura». Emily VanDerWerff de The A.V. Club, a pesar de notar su disgusto original por el episodio, le otorgó una calificación B y escribió: «Este episodio funciona, casi a pesar de sí mismo. Hay tantos pequeños momentos agradables aquí [...] es un guion que hace una pausa en el horror constante que el programa ha estado presentando durante varios episodios seguidos para contar una historia inquietante y en última instancia conmovedora de dos amigos que miran al abismo y de alguna manera no caen».
Robert Shearman y Lars Pearson, en su libro Wanting to Believe: A Critical Guide to The X-Files, Millennium & The Lone Gunmen, calificaron el episodio con tres estrellas y media de cinco. Los dos notaron que, si bien la premisa del episodio «rebosa atmósfera», el final de «Død Kalm» era extremadamente deficiente. Shearman y Pearson argumentaron «que si los escritores solo pueden idear una trama que los lleve a un rincón tan incómodo que no hay una forma realista de salir, entonces no deberían escribir la historia en absoluto». Los dos también criticaron el maquillaje del episodio. Señalaron que «Scully parece una anciana creíble, Mulder se parece más a un hombre con varias capas de látex».